# المنصور (بغداد)
المنصور هي إحدى مناطق مدينة بغداد العراقية على جانب الكرخ منها. سميت على اسم باني مدينة بغداد الخليفة العباسي أبو جعفر المنصور. من أشهر الشوراع في هذه المنطقة هو شارع الأميرات الذي سكنه أميرات العائلة المالكة الهاشمية وعوائلهن وتحيط بالمنصور مناطق بغداد المعروفة الأخرى وهي اليرموك والإسكان وحي الجامعة وحي دراغ وتمتاز المنصور بجمال تصميمها ومبانيها التي تضم محلات عديدة على جانبي الشارع الرئيسي فيها (شارع 14 رمضان). وقد شهدت المنصور محاولة اغتيال عدي صدام حسين نجل الرئيس العراقي السابق صدام حسين عام 1996.

## المَنشأ
في سنة 1946 م أُسّست شركة المنصور المحدودة، وكان غرضها ممارسة أعمال السباق والتصرف بالأراضي شراءً واستئجاراً وتنظيمها وإعداد مسابقات الخيل والألعاب الرياضية وإنشاء محلات لجلوس الجمهور واصطبلات الخيل والأبنية اللازمة، وكان رأس مالها 330 ألف دينار ثم زاد فصار 495 ألفاً وكان أول أعمال هذه الشركة شراؤها مساحة شاسعة من الأرض الواقعة وراء نهر الخر على يمين طريق بغداد - الفلوجة لإنشاء مدينة عامرة سمّتها مدينة المنصور وقُسمت أراشضيها قطعاً مصممة هندسياً ذات شوارع عريضة مبلطة وعرضت القطع للشراء .

## معالم المنصور
هناك معالم عديدة في المنصور ابرزها تمثال أبي جعفر المنصور الشهير و نادي الصيد العراقي ومعرض بغداد الدولي بالإضافة إلى برج المأمون (بغداد). المنطقة كانت تضم العديد من البعثات الدبلوماسية ومقرات السفارات كالسفارة الإسبانية والروسية والسعودية واليمنية والإماراتية والفيتنامية والعمانية والألمانية والبرازيلية والسورية والليبية وغيرها. وبعد غزو العراق وسقوط النظام عام 2003 شهد الحي بعض أعمال العنف ولكن ظل مستقر نسبياً.
ومن معالمها جامعة الثراث الأهلية وهي أقدم كلية أهلية في العراق، وقربها مباني ومقرات معظم النقابات كنقابة المحامين، ونقابة الأطباء، وغيرها. وكذلك يوجد فيها المعهد الطبي ومقر جمعية الهلال الأحمر العراقي ومستشفى الهلال الأحمر. وأيضا مقر نادي الكرخ الرياضي (نادي الرشيد) سابقاً كما يوجد فيها مقر جمعية الشبان المسلمين.

## المدارس
تقع كل من إعدادية بغداد للبنات وإعدادية الرسالة للبنات وإعدادية المنصور للبنين ومتوسطة المنصور للبنين ومدرسة المنصور التأسيسية ومدرسة النيل الابتدائية (ومدرسة ندى الصباح الأهلية الابتدائية النموذجية اللتي تأسست عام 2013م) و مدرسة الزهور الابتدائية ضمن نطاق المنطقة وتعتبر هذه المدارس من أفضل مدارس بغداد والعراق بشكل عام.

## الأماكن الترفيهية
المطاعم هي الأخرى من بين أشهر المطاعم في بغداد كـ مطعم الساعة ومطعم صمد وهناك مطعم كباب نينوى وهو يعدّ من أقدم المطاعم في المنصور وأسواق النجاة الذي يعدّ من الأسواق القديمة في بغداد. ومؤخراً تم افتتاح المنصور مول الذي يعد من أكبر المولات في بغداد وأصبح متنفساً للعائلة البغدادية ويحتوي على محال تجارية ومطاعم وكافتيريات ودور سينما.

## أماكن العبادة
يوجد في هذه المنطقة جامع الرحمن الذي يُعدّ أحد أكبر مساجد بغداد بالإضافة إلى جامع دراغ.
كما يوجد عدد من المساجد منها جامع دلال الكبيسي وجامع سعدية العمري و جامع نجاة السويدي و حسينية أهل البيت وكذلك هنالك كنائس منها كنيسة مار يوسف للسريان الكاثوليك وكنيسة انتقال مريم العذراء للكلدان الكاثوليك وكنيسة مار توماس للسريان الأرثوذكس.

## أسعار العقار
متوسط سعر المتر في حي المنصور وفقاً لاستبيان من مكاتب العقارات.
| سعر المتر بالدينار | السنة |
| ------------------ | ----- |
| 450000             | 2000  |
| 450000             | 2001  |
| 500000             | 2002  |
| 800000             | 2003  |
| 1100000            | 2004  |
| 1400000            | 2005  |
| 1500000            | 2006  |
| 1750000            | 2007  |
| 1800000            | 2008  |
| 1850000            | 2009  |
| 2000000            | 2010  |
| 2000000            | 2011  |
| 2250000            | 2012  |
| 2500000            | 2013  |
| 2700000            | 2014  |
| 3000000            | 2015  |
| 3000000            | 2016  |
| 2500000            | 2017  |
| 2500000            | 2018  |

## وصلات خارجية
- حدود مدينة المنصور الحديثة حيث نهر الداودي ونهر الخر في شمالها وطريق بغداد الفلوجة في جنوبها